# Камакурас
Камакурас (яп. カマキラス) — персонаж японских фильмов токусацу (кинокомпании Toho), гигантский богомол-кайдзю, один из самых узнаваемых монстров во вселенной Годзиллы. Впервые появился в фильме «Сын Годзиллы» и затем несколько раз возвращался во франшизу, но при этом его почему-то нет в «Уничтожить всех монстров».
Название происходит от японского слова «kamakiri» — «богомол».

## Описание
Камакурас — огромных размеров богомол с относительно толстыми конечностями и большими жёлтыми глазами. Первоначально этот монстр был немногим крупнее человека, но в ходе научных опытов быстро вырос. От большинства остальных кайдзю отличается отсутствием каких-либо сверхспособностей, хотя в «Финальных войнах» он мог очень быстро летать и разрушать здания взмахами крыльев, подобно Родану. Также Камакурас хорошо маскируется на фоне леса и скал, плохо переносит контакт с водой. Камакурас — один из самых слабых врагов Годзиллы, поэтому обычно эти чудовища атакуют небольшими группами из трёх особей.

### Размеры
В сравнении с другими кайдзю Камакурас не выделяется огромной величиной, и по этой причине он хорошо летает.
- Длина 65 м (Сёва); 90 м (Миллениум);
- Рост 50 м (Сёва); 40 м (Миллениум);
- Вес 2800 т (Сёва); 20 000 т (Миллениум).

### Происхождение
Впервые Камакурас появился в фильме «Сын Годзиллы» (1967), однако десятью годами ранее в США был снят «Смертельный богомол» — фильм с участием громадного богомола, который появился из растаявшего айсберга в Арктике и направился на юг, сея разрушения на своём пути. Вполне вероятно, что образ Камакураса был заимствован именно отсюда.

## Взаимоотношения с другими персонажами
- Годзилла — гигантский динозавр, мутировавший от взрыва атомной бомбы;
- Минилла — сын Годзиллы;
- Кумонга — огромный паук, один из главных врагов Камакураса;
- Ангирус — напоминающий ехидну мутировавший анкилозавр;
- Родан — громадный птеранодон;
- Мотра — громадная бабочка;
- Кинг Сизар — древнее окинавское существо;
- Эбира — исполинская креветка;
- Ксилены — раса инопланетян, которая пыталась завоевать Землю и использовала контролируемых монстров, среди которых был и Камакурас;
- Манда — морской дракон;
- Кинг Гидора — инопланетный трёхголовый дракон;
- Гайган — инопланетный киборг;
- Зилла — игуана-мутант;
- Горозавр — гигантский мегалозавр;
- Оокондору — огромный кондор;
- Габара — странная лягушка;
- Хэдора — грязевой монстр;

## Фильмы
Камакарус присутствует в двух эрах франшизы о Годзилле: Сёве (1954—1975 гг) и Миллениуме (1999—2004 гг).
Сёва:
- «Сын Годзиллы» (1967). Три Камакураса, проживающих на удалённом от континента острове в Тихом океане, увеличиваются в размерах после проведённого там научного эксперимента. Насекомые откапывают огромное яйцо и чуть не убивают вылупившегося из него Миниллу, но Годзилла прогоняет их всех. В финале фильма последний из Камакурасов становится жертвой паука Кумонги.
- «Атака Годзиллы» (1969). Здесь также показана схватка Годзиллы и трёх Камакурасов, которая привиделась во сне главному герою-мальчику.
- «Годзилла против Гайгана» (1972). Здесь Камакурас появляется в одной короткой сцене, вместе с несколькими другими обитателями Острова монстров.

Если принять во внимание, что в двух последних фильмах использовалась нарезка из самого первого, то получается, что за весь период Сёва Камакурас полноценно показан лишь в одном фильме.
Миллениум:
- «Годзилла: Финальные войны» (2004). Здесь Камакурас является одним из монстров, которых взяли под контроль пришельцы Ксилены. Камакурас атаковал Париж, вся военная мощь Франции не могла его остановить. После того, как появился Годзилла, Камакурас вступил с ним в схватку у южного побережья Японии. Сначала Годзилла отпугнул богомола всплеском воды, а затем отшвырнул его на электрическую установку. Камакурас был третьим уничтоженным Годзиллой монстром.

## Компьютерные игры
Камакурас присутствует в компьютерных играх с кайдзю: Kaiju-Oh Godzilla и Godzilla Trading Battle.